# Chromatopelma
Chromatopelma is een monotypisch geslacht van spinnen uit de familie vogelspinnen (Theraphosidae). Dit geslacht treft men voornamelijk aan in landen in Zuid-Amerika.
De enige soort die tot Chromatopelma behoort is de Venezolaanse cyaanblauwe vogelspin (Chromatopelma cyaneopubescens). Deze spin is vrij rustig en kan toch bombarderen met brandharen.

## Soorten
De volgende soorten zijn bij het geslacht ingedeeld:
- Chromatopelma cyaneopubescens (Strand, 1907)